# Carlia rhomboidalis
Carlia rhomboidalis (райдужний сцинк синьогорлий) — вид сцинкоподібних ящірок родини сцинкових (Scincidae). Ендемік Австралії.

## Поширення і екологія
Синьогорлі райдужні сцинки мешкають на сході штату Квінсленд, від Таунсвілля на південь до регіону Айзак, а також на сусідніх островах, зокрема на острові Магнетік. Вони живуть у вологих тропічних лісах і чагарникових заростях, на берегах струмків і серед скель. Ведуть денний спосіб життя.